# Elena Grudneva
Elena Grudneva, em russo: Елена Груднева, (Kemerovo, 21 de fevereiro de 1974) é uma ex-ginasta russa que competiu em provas de ginástica artística.
Grudneva junto as companheiras Svetlana Boginskaya, Tatiana Gutsu, Tatiana Lysenko, Rozalia Galiyeva e Oksana Chusovitina, superou as romenas, lideradas por Lavinia Milosovici e as norte-americanas e conquistou a medalha de ouro na prova coletiva nas Olimpíadas de Barcelona, em 1992. Individualmente, fora nona colocada na trave de equilíbrio.